# Serge Leroy
Serge Leroy (* 14. Mai 1937 in Paris, Frankreich; † 27. Mai 1993 ebenda) war ein französischer Filmregisseur.

## Leben und Wirken
Leroy, der sich seit den frühen 1970er Jahren einen Namen als Spezialist für harte „Männer-Stoffe“ machen sollte, kam ursprünglich von der dokumentarischen, journalistischen Reportage. Zu Beginn der 1960er Jahre stieß der Pariser zum Team der Fernsehreihe „Cinq colonnes à la une“, nachdem er mit einer Alaska-Reportage für das belgische Fernsehen auf sich aufmerksam gemacht hatte. Er ging daraufhin zur staatlichen Fernsehanstalt ORTF und drehte dort, aber auch für andere Sender wie RTB, Radio Canada und SSR, über 200 Reportagesendungen. Zu seinen bekanntesten Arbeiten dieser frühen Jahre zählen der Bericht über die Untersuchungen zum Mord an John F. Kennedy und ein weiterer über Vietnam. 1967 erhielt Serge Leroy einen Pressepreis für den Märchenfilm „Pierre et le loup“ (Peter und der Wolf) mit dem belgischen Chansonsänger Jacques Brel als Erzähler. 
Ab 1970 inszenierte Serge Leroy Kinofilme. „Dort überzeugte er mit realitätsbezogenen Beschreibungen gesellschaftlicher Zustände, vor allem im Gangstermilieu. Sein Versuch, Realismus und Spannung in eine kompakte Form zu bringen, brachte ihm jedoch häufig den Vorwurf ein, Gewalt zu mystifizieren oder gar zu glorifizieren.“ Bereits seine zweite Inszenierung „Gefährliche Partner“ brachte Leroy den Durchbruch und setzte in seiner Kompromisslosigkeit Maßstäbe im Gangsterfilm-Genre. Als Stilelement Leroyscher Inszenierungen herrschte bereits in dieser Geschichte ein „Klima der Bedrückung und Anspannung, der ständigen Gefahr und Bedrohung.“ Leroy legte jedoch nicht primär Wert auf eine veräußerlichte Spannungserzeugung mit den gängigen Ingredienzien Action, Schlägereien, Schießereien und Verfolgungsjagden, sondern er versuchte, ein Spannungsfeld zwischen den Antipoden, seinen Protagonisten, zu erzeugen, um so ein Abbild der gegenwärtigen französischen Gesellschaft nachzuzeichnen.

## Filmografie
Als Kinofilm-Regisseur, wenn nicht anders angegeben
- 1970: Ciel bleu (auch Co-Drehbuch)
- 1972: Gefährliche Partner (Le mataf) (auch Co-Drehbuch)
- 1973: Un jeune paysan (Kurzfilm)
- 1975: Ein wildes Wochenende (La traqué)
- 1976: Der Schatten, der uns verfolgte (Les passagers) (auch Co-Drehbuch)
- 1978: Der unheimliche Fremde (Attention les enfants regardent)
- 1981, 1989: Pause-Café (TV-Serie)
- 1982: Die Handlanger (Légitime violence)
- 1982: Der Spitzel (L’indic)
- 1985: Double Face (Fernsehfilm)
- 1985: Zweifelhafte Karriere (Le quatrième pouvoir)
- 1987: Körperlicher Zwang (Contrainte par Corps) (auch Co-Drehbuch)
- 1989: Une saison de feuilles (TV-Film)
- 1991: Blaue Hefte (Les Cahiers bleus) (TV-Film)
- 1992: Maigret chez les Flamands (TV-Film)
- 1992: Maigret et le corps sans tête (TV-Film)
- 1993: Taxi de nuit (auch Drehbuch)